# بنیاردا
بِنیاردا (به اسپانیایی: Beniardà) دهستانی در استان آلیکانتهٔ اسپانیا است.
در این دهستان ۲۵۸ نفر زندگی می‌کنند. مساحت این دهستان ۱۵٫۶۸ کیلومتر مربع است.